# Касадо дель Алисаль, Хосе
Хосе́ Каса́до дель Алиса́ль (исп. José Casado del Alisal; 1830, Вильяда — 8 октября 1886, Мадрид) — испанский художник.

## Биография
Образование получил в художественной школе в Паленсии. Затем продолжил учёбу в Королевской академии изящных искусств Сан-Фернандо в Мадриде. Ученик Федерико Мадрасо.
В 1855 году его картина «Воскрешение Лазаря» принесла ему стипендию для продолжения учёбы в Риме. В Италии посетил Неаполь, Милан и Венецию. Полученный им грант был продлён до 1861 года, что позволило Алисалю продолжить своё образование в Париже, где он принял участие в Выставке 1862 года со своей работой «Клятва Кадисских кортесов», которая в настоящее время экспонируется в Конгрессе депутатов Испании.
Был директором Испанской академии в Риме и членом Королевской академии изящных искусств Сан-Фернандо в Мадриде.
Хосе Касадо дель Алисаль известен, прежде всего, как художник исторического жанра и портретист. Среди его заказчиков — испанские аристократы и знать, в том числе Изабелла II и Альфонсо XII Умиротворитель.
Стиль работ художника, это попытка соединить законы академизма с идеалами романтизма.
Был награжден медалями на национальных выставках 1860 и 1864 годов. В 1881 году он представил на Национальной художественной выставке своё полотно «Колокол Уэски», которое не было награждено медалями, однако отмечено «cum laude» (с лат. с почётом), из-за этого Алисаль сложил с себя полномочия директора Испанской академии.
Он умер в Паленсии в 1886 году.

## Избранные картины

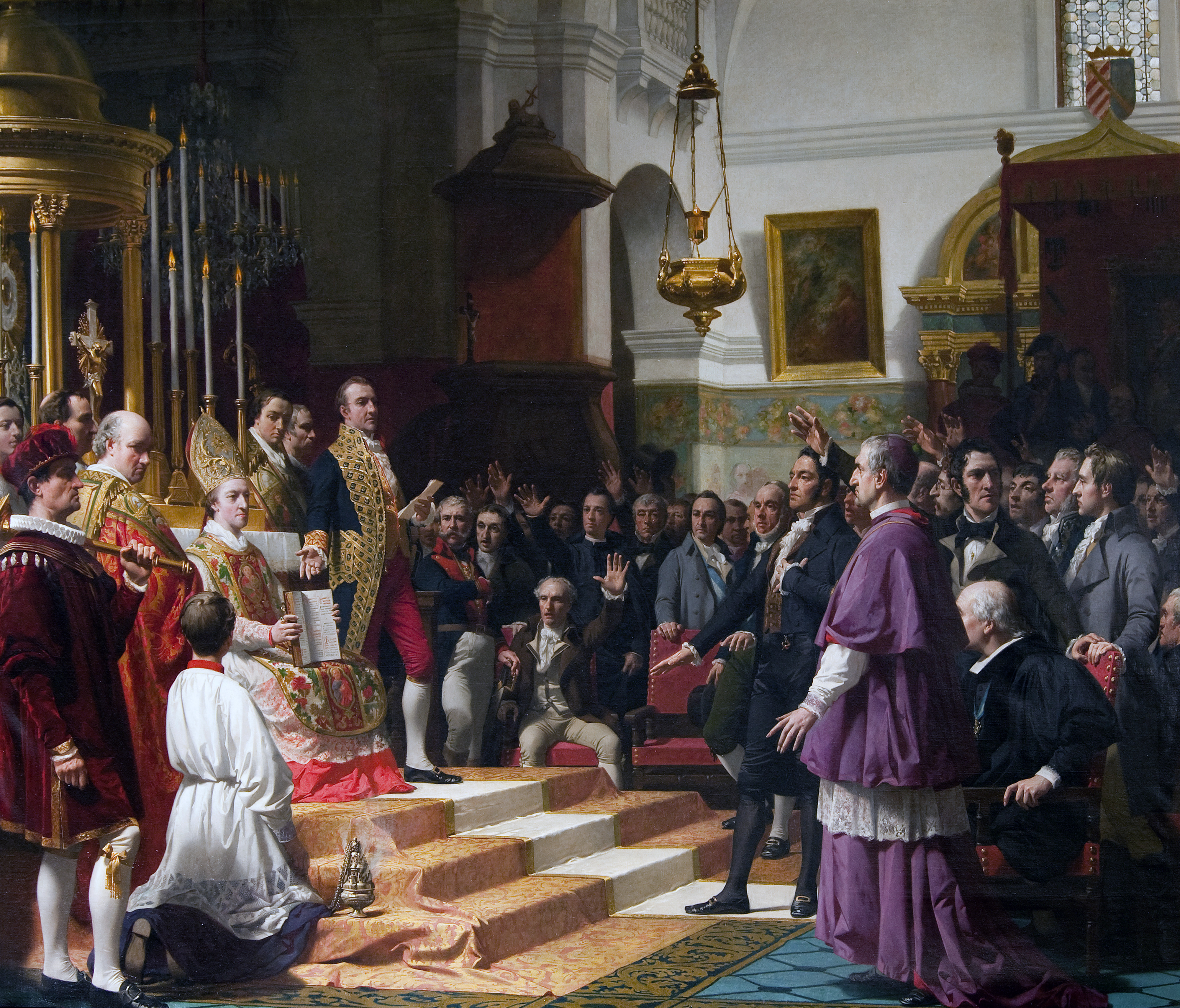
«Клятва Кадисских кортесов» (1862)
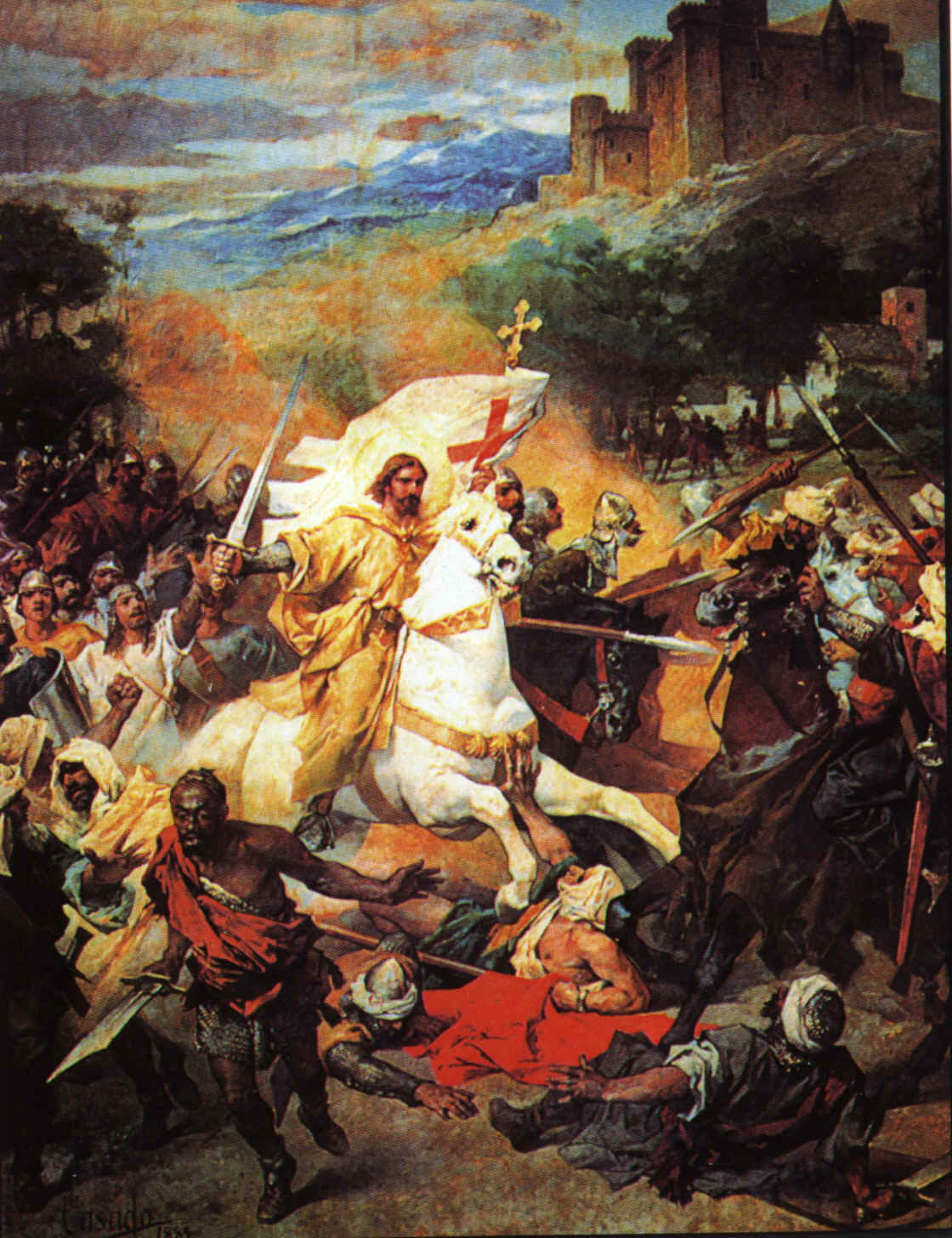
Сантьяго Матаморос в битве при Клавихо (1880)
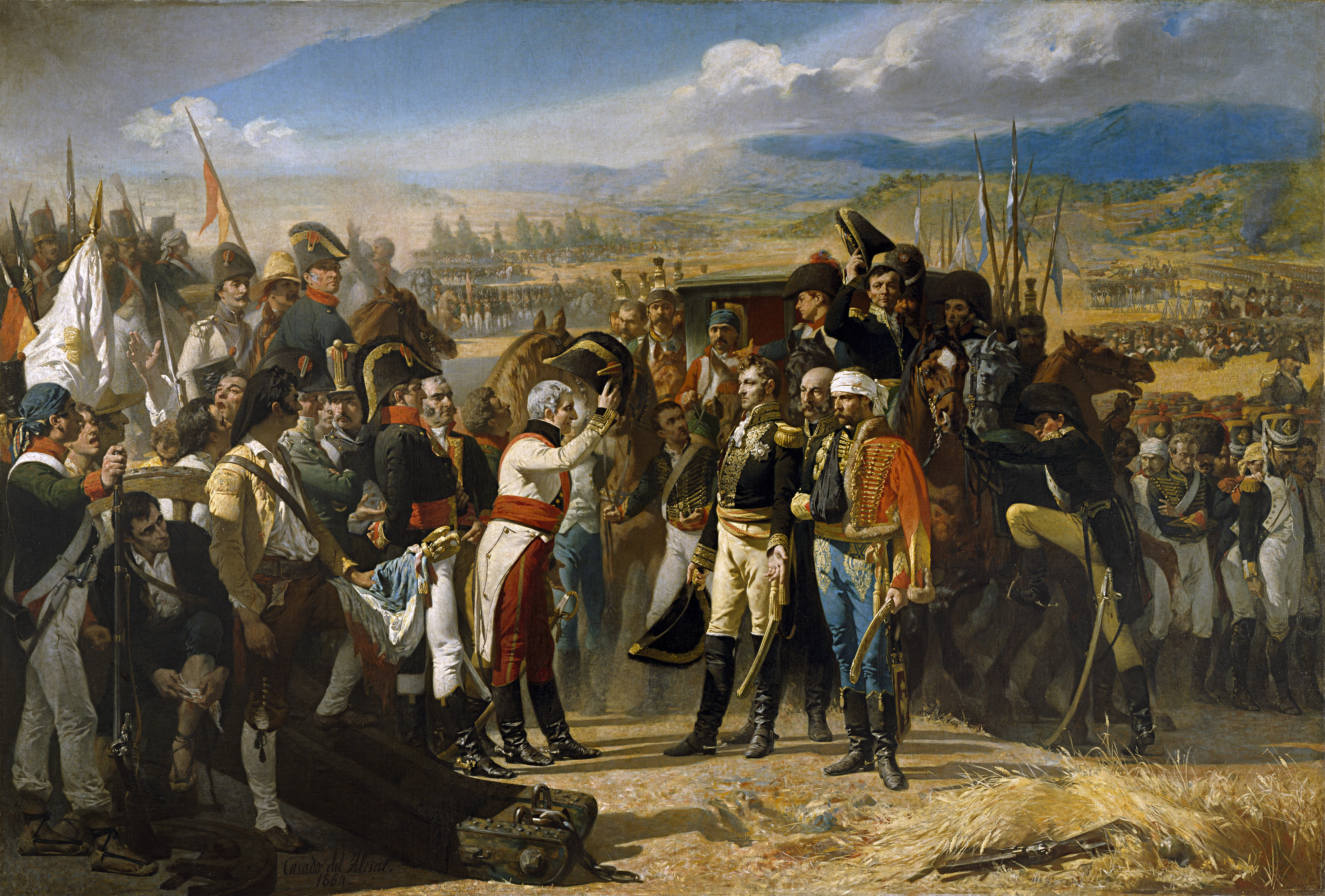
Капитуляция французов при Байлене (1864)
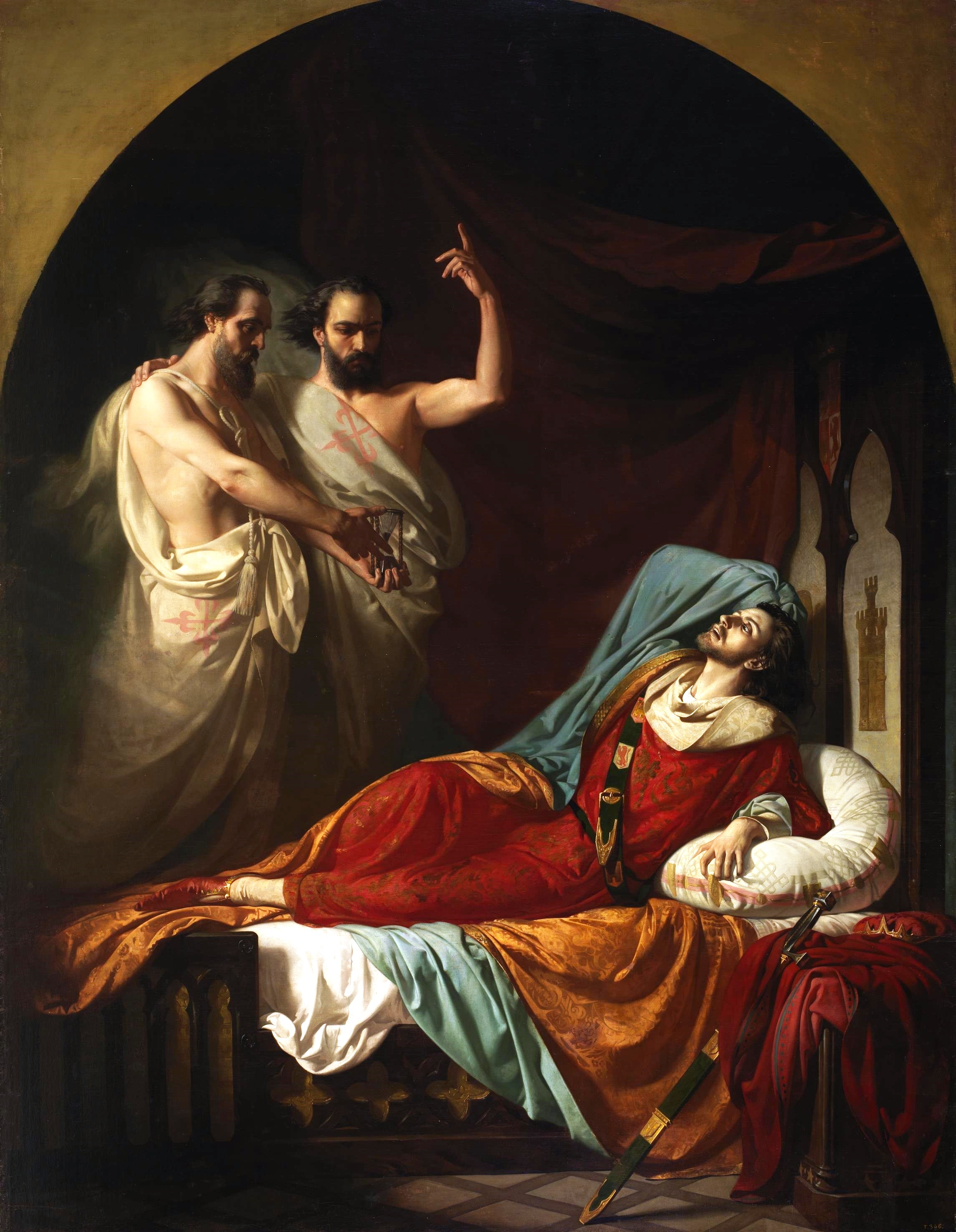
Духи братьев Карвахаль у постели короля Кастилии и Леона Фердинанда IV, призывают его предстать перед Богом через 30 дней. Прадо
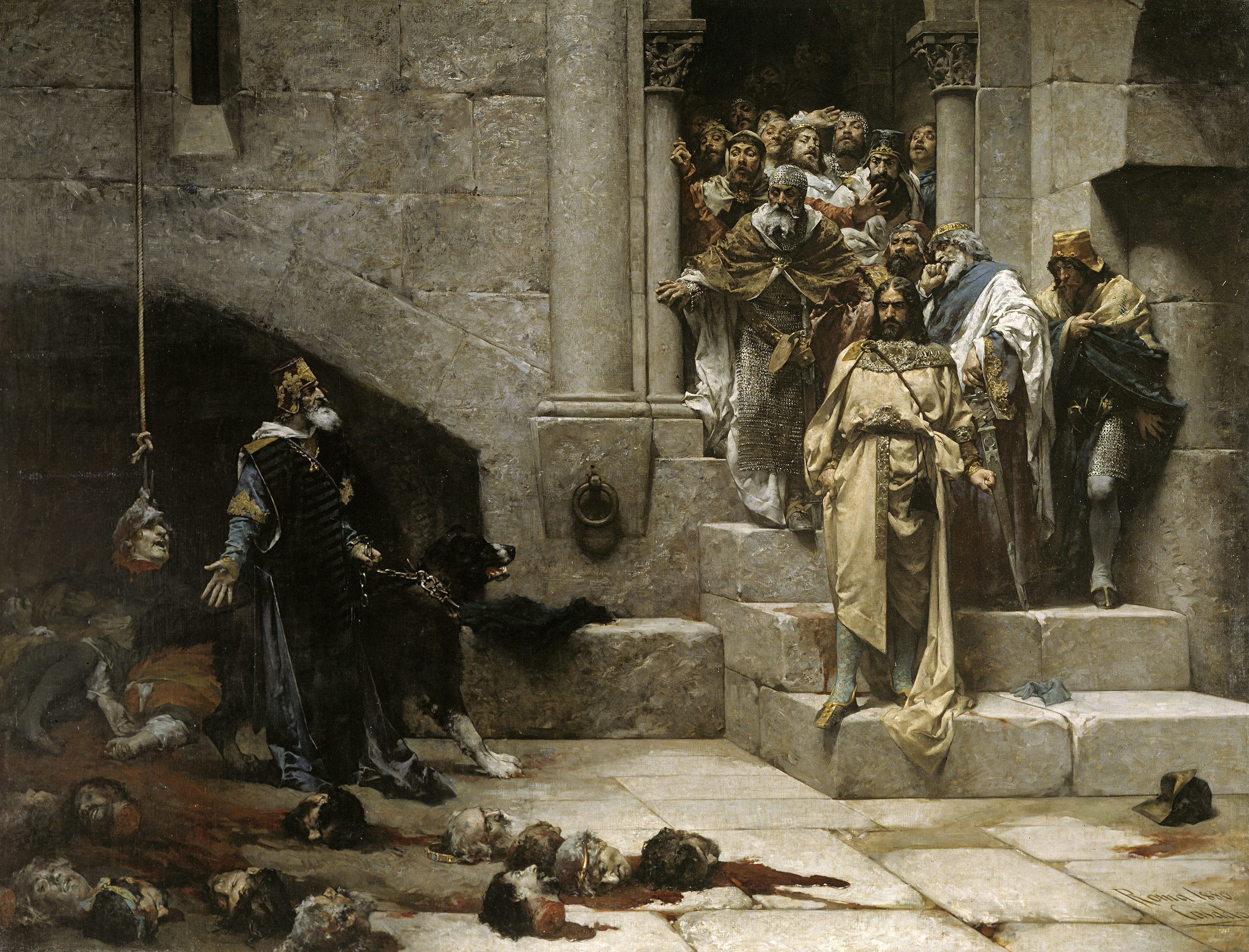
Колокол Уэски
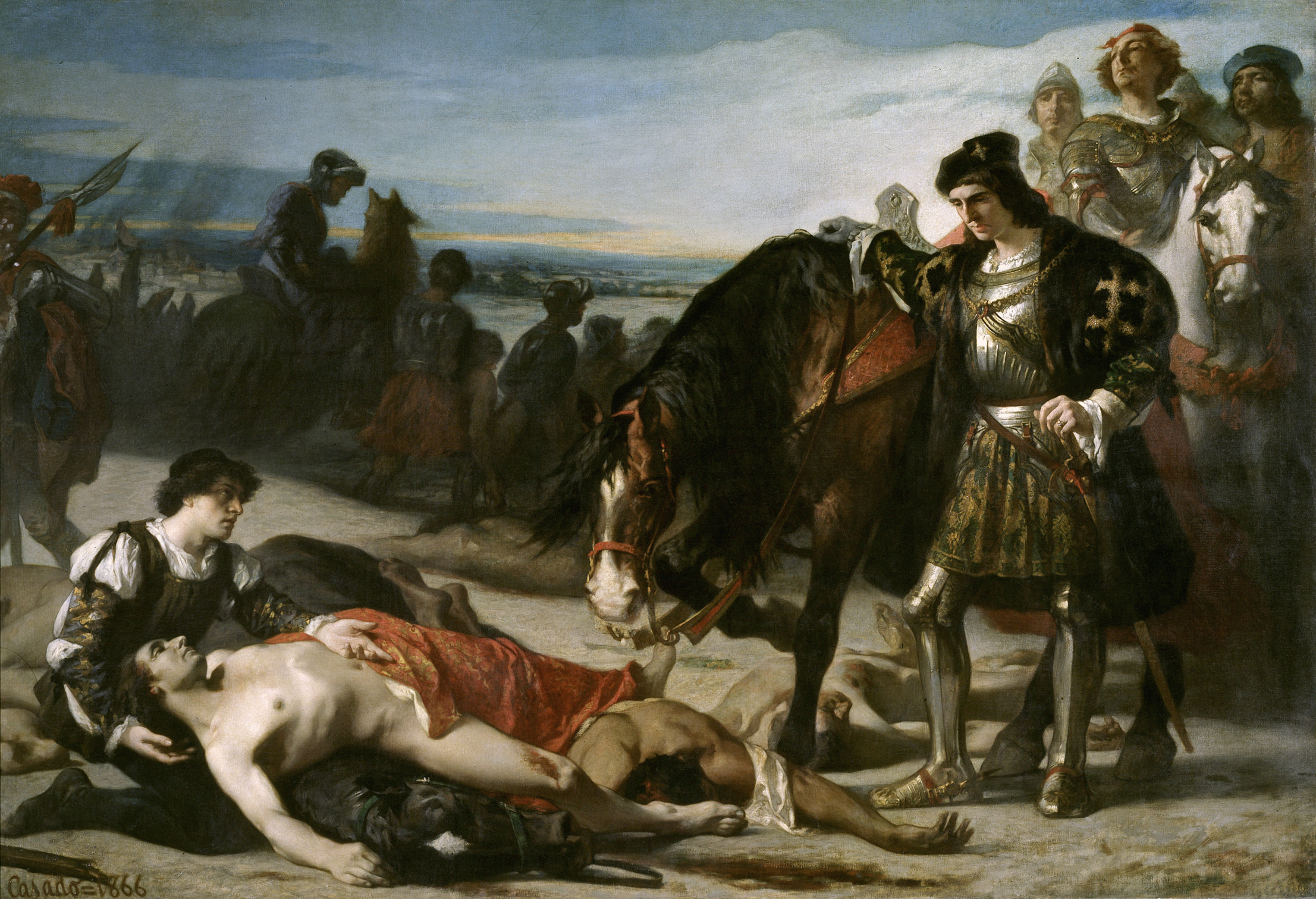
Великий Капитан перед телом герцога Немурского
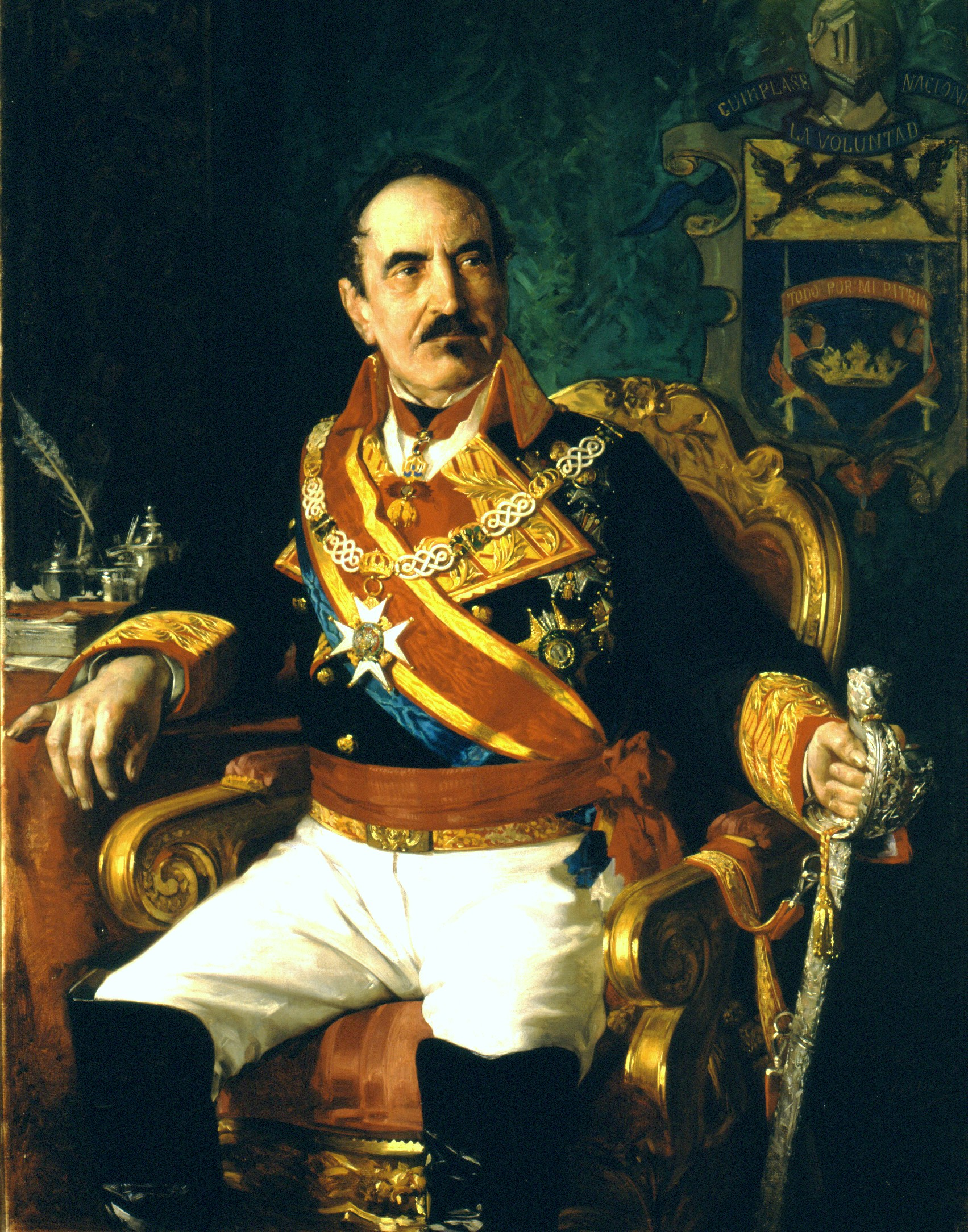
Портрет генерала Бальдомеро Эспартеро